# Wapen van Dedgum

Wapen van Dedgum

Het wapen van Dedgum is het dorpswapen van het Nederlandse dorp Dedgum, in de Friese gemeente Súdwest-Fryslân. Het wapen werd in 1969 geregistreerd.

## Beschrijving
De blazoenering van het wapen in het Fries luidt als volgt:
Yn grien fjouwer klaverblêdden fan sulver, pleatst 1 : 2 : 1, mei in sulveren skyldhoeke, biladen mei in read pompeblêd.
De Nederlandse vertaling luidt als volgt: 
In groen vier klaverbladen van zilver, geplaatst 1 : 2 : 1, met een zilveren schildhoek, beladen met een rood pompeblêd.
De heraldische kleuren zijn: sinopel (groen), zilver (zilver) en keel (rood).

## Symboliek
- Klavers: duiden op de veeteelt als middel van bestaan.[3]
- Pompeblêd: staat voor de drooggemalen meren in de omgeving van het dorp.[3]

## Zie ook

Vlag van Dedgum